# RK Metković
El RK Metković és un equip croata d'handbol de la ciutat de Metkovic. Fou fundat l'any 1963 i actualment milita a la Primera Divisió croata d'handbol, si bé anteriorment havia disputat la Lliga iugoslava, amb un paper secundàri, fins a l'escissió croata.
L'any 2000 aconseguí guanyar la Lliga croata, trencant així l'hegemonia del RK Zagreb, això no obstant, per causes administratives li fou retirat el títol. Aquell mateix any guanyà la Copa EHF després de derrotar el SG Flensburg-Handewitt a la final.
L'any 2001 aconseguí guanyar la Copa de Croàcia, títol que reeditaria el 2002. Paral·lelament, l'any 2001 tornaria a ser finalista de la Copa EHF, però en aquesta ocasió caigué derrotat enfront del SC Magdeburg.

## Palmarès
- 1 Copa EHF: 2000
- 2 Copa de Croàcia: 2001 i 2002